# Antarut
Antarut (en arménien Անտառուտ ; jusqu'en 1949 Inaklu), parfois Antaramut, est une communauté rurale du marz d'Aragatsotn, en Arménie. Elle compte 254 habitants en 2009.